# East Alton
East Alton – wieś w Stanach Zjednoczonych, w stanie Illinois, w hrabstwie Madison.